# Sten Broman

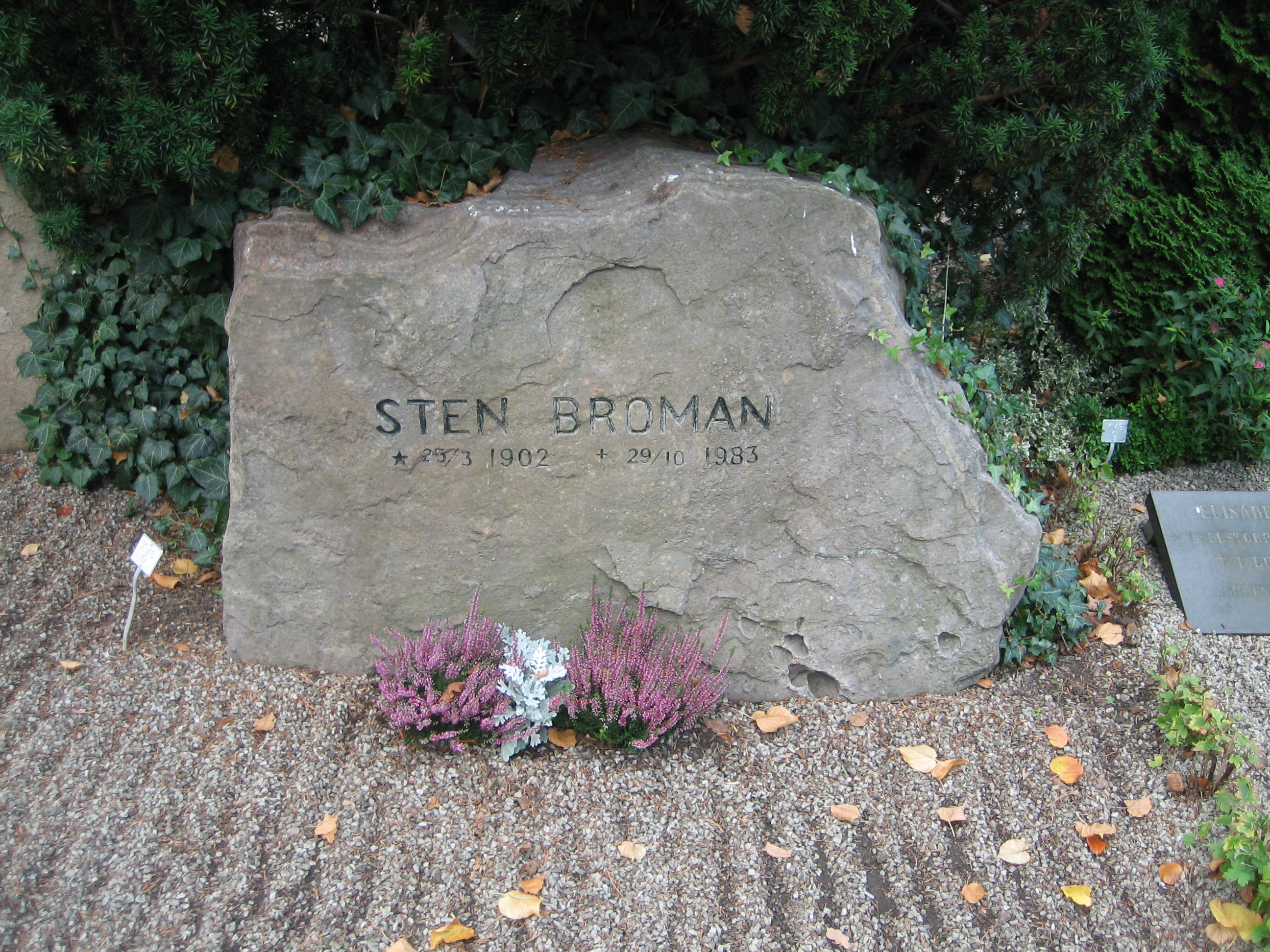
Mormântul lui Sten Broman

Sten Broman (n. 25 martie 1902; d. 29 octombrie 1983) a fost un compozitor, dirijor, pedagog muzical, critic muzical, actor și violist suedez.
Născut la Uppsala, dar crescut la Lund în sudul Suediei, Broman își ia licența în muzică și istoria artei la Universitatea din Lund în 1925, după care va studia în Germania și Elveția istoria muzicii Evului mediu.
În Suedia va prelua în 1946 conducerea Asociației orchestrei filarmonice din Suedia de Sud din Malmö.
Ca și compozitor Broman aparține unei orientări clar moderne, în special compozițiile sale de muzică de cameră atrăgând atenția criticilor și a publicului larg.
Din 1923 până în 1967 a fost critic muzical al ziarului Sydsvenska Dagbladet, iar între 1964-1980 a fost prezentator al foarte popularului program de muzică de la Televiziunea suedeză Kontrapunkt.
În primele 4 simfonii a folosit sistemul dodecafonic. De la Simfonia a 5-a încolo a folosit tehnici mai libere, în special tehnica cluster, în Simfonia a 6-a, de ex., folosind înregistrări magnetice împreună cu orchestra.
În afară de cunoștințele sale enciclopedice cu privire la muzică, și în afară de barba sa mefistofelică, Broman a mai fost cunoscut pentru încă cel puțin două lucruri: costumele ostentative pe care le purta (pe care le crea singur) și pentru faptul că nu putea suporta muzica de acordeon.

## Compoziții (selecție)
- Sinfonia ritmica (1962)
- Symfoni nr. 2
- Koralfantasier för orkester op. 17 (1965)
- Symfoni nr. 4 (1965)
- Symfoni nr. 5 (1967)
- Symfoni nr. 6 per organo magnetofono e orchestra, Lyndasymfonin (1969)
- Concerto för bleck
- Stråkkvartett nr. 3 (1970)
- Symfoni nr. 7 (compusă la comanda Radioteleviziunii suedeze) (1972)
- Musica Cathedralis (1973)
- Symfoni nr. 8  (1974), pentru orchestră și aparatură electronică
- Simfoni nr. 9 (1975)

## Muzică de film
- 1958 – Ett svårskött pastorat
- 1951 – Greve Svensson
- 1949 – Sven Tusan

## Unele roluri
- 1950 – Fasorna på Sir Castle (a jucat șeicul Algot el Krim)
- 1957 – Kortknäpp (film de scurt metraj, s-a jucat pe sine însuși)
- 1958 – Ett svårskött pastorat (a jucat rolul lui Fridolf Fernelius)
- 1966 – Lystnaden (s-a jucat pe sine însuși)
- 1968 - Mosevisionen (serie TV, chelner)

## Biografii
- Carlhåkan Larsén: Sten Broman: En man med många kostymer (ISBN 91-89442-43-1)
- Sigge Hommerberg: Icke sa Nicke sa Sten: sju sagor om Sten Broman (ISBN 91-85998-52-4)
- Broman, Erik/Hans Åstrand (red): Sten Broman. En man med kontrapunkter, Bonniers 1984
- Broman, Sten: Upplevelser av 1900-talet, första kvartseklet, Bonniers 1982, (ISBN 91-0-045627-6)
- Ohlmarks, Åke: Boken om Sten Broman, Bernces 1984, (ISBN 91-500-0421-2)